# Розанжела Консейсан
Розанжела да Сілва Консейсан (порт. Rosângela da Silva Conceição; нар. 7 серпня 1973, Сан-Леополду, Ріу-Гранді-ду-Сул) — бразильська борчиня вільного стилю, чемпіонка, срібна та чотириразова бронзова призерка Панамериканських чемпіонатів, бронзова призерка Панамериканських ігор, учасниця Олімпійських ігор.

## Життєпис
Крім вільної Розанжела Консейсан була елітною учасницею ще у двох окремих видах спорту, а саме: дзюдо та бразильське джіу-джитсу. Вона була першою жінкою, яка виграла титул чемпіонаки світу з джиу-джитсу (1998).
Вона почала тренуватися єдиноборствам під впливом свого старшого брата, який уже займався дзюдо.
У 1996 році Консейсан увійшла до збірної Бразилії із дзюдо на Олімпійських іграх в Атланті як резервна учасниця для Едінансі Сілви.
У 1998 році Чемпіонат світу з бразильського джиу-джитсу (CBJJ) відкрив свої двері для жінок. Того року було дві категорії — легка та важка вага, усі пояси разом. Розанджела Консейсао вирішила взяти участь, увійшовши в історію того року разом із Таїс Рамос, ставши першими чемпіонками світу серед жінок в історії спорту у відповідних вагових категоріях. Розанжела на той час володіла фіолетовим поясом. Вона продовжувала тренуватися та брати участь у змаганнях як із дзюдо, так і з джиу-джитсу, отримавши чорний пояс з джиу-джитсу.
У 2003 році, після ще однієї невдалої спроби відібратися до бразильської збірної з дзюдо на літніх Олімпійських іграх 2004 року в Афінах, Розанжела Консейсан впала в депресію і захотіла покинути спорт. Але кубинський тренер з боротьби на ім'я Еухеніо Фуентес, який побачив потенціал Занзи у боротьбі, переконав її, що вільний стиль стане гарною зміною кар'єри. Спортсменка пішла подивитися кілька турнірів з боротьби, щоб краще зрозуміти динаміку гри, і вирішила спробувати.
Зміна кар'єри була неймовірним успіхом, і за кілька років Розанжела Консейсан залишила свій слід у спорті, ставши Панамериканською чемпіонкою 2005 року, завоювавши бронзову медаль на Панамериканських іграх у 2007 році та здобувши право виступити на Олімпійських іграх 2008 року, ставши першою бразильською борчинею, якій це вдалося. У першому поєдинку на Олімпіаді Консейсан впевнено перемогла представницю Казахстану Ольгу Жанібекову з рахунком 7:1. Однак у чвертьфіналі поступилася з рахунком 0:4 п'ятиразовій чемпіонці світу Кьоко Хамаґуті з Японії. Оскільки японка не пройшла до фіналу, Розанжела Консейсан не змогла взяти учать у втішних сутичках за бронзову нагороду, посівши у підсумку восьме місце.
Виступала за спортивні клуби «Sao Camilo» та «Sao Bernardo». Тренер — Джефферсон Тейшейра.
Розанжела Консейсан, яка багато років працювала в Сан-Паулу, також стала відомою завдяки своїй роботі в дитячій лікарні Дарсі Варгаса в Морумбі, де вона тривалий час працювала з дітьми, які страждають від синдрому Дауна, навчаючи їх основам дзюдо та основам загальнофізичної підготовки. Ця робота була перервана, коли Розанжела переїхала до Абу-Дабі, щоб викладати джіу-джитсу в рамках відомої програми греплінгу, запровадженої в ОАЕ шейхом Тахнуном бін Заїдом.
У 2011 році Розанжела Консейсан стала персонажем серії коміксів під назвою: «As Aventuras de Zanza» (укр. «Пригоди Занзи»). У цих коміксах Занза показує цінності та мораль бойових мистецтв через ілюстрації.

## Спортивні результати на міжнародних змаганнях з вільної боротьби

### Виступи на Олімпіадах
| Змагання                    | Збірна   | Вагова категорія          | Місце |
| --------------------------- | -------- | ------------------------- | ----- |
| Літні Олімпійські ігри 2008 | Бразилія | жіноча боротьба, до 72 кг | 8     |

### Виступи на Чемпіонатах світу
| Змагання                        | Збірна   | Вагова категорія          | Місце |
| ------------------------------- | -------- | ------------------------- | ----- |
| Чемпіонат світу з боротьби 2005 | Бразилія | жіноча боротьба, до 72 кг | 11    |
| Чемпіонат світу з боротьби 2007 | Бразилія | жіноча боротьба, до 72 кг | 10    |

### Виступи на Панамериканських чемпіонатах
| Змагання                                   | Збірна   | Вагова категорія          | Місце  |
| ------------------------------------------ | -------- | ------------------------- | ------ |
| Панамериканський чемпіонат з боротьби 2004 | Бразилія | жіноча боротьба, до 72 кг | Бронза |
| Панамериканський чемпіонат з боротьби 2005 | Бразилія | жіноча боротьба, до 72 кг | Золото |
| Панамериканський чемпіонат з боротьби 2006 | Бразилія | жіноча боротьба, до 72 кг | Срібло |
| Панамериканський чемпіонат з боротьби 2007 | Бразилія | жіноча боротьба, до 72 кг | Бронза |
| Панамериканський чемпіонат з боротьби 2008 | Бразилія | жіноча боротьба, до 72 кг | Бронза |
| Панамериканський чемпіонат з боротьби 2009 | Бразилія | жіноча боротьба, до 72 кг | Бронза |

### Виступи на Панамериканських іграх
| Змагання                  | Збірна   | Вагова категорія          | Місце  |
| ------------------------- | -------- | ------------------------- | ------ |
| Панамериканські ігри 2007 | Бразилія | жіноча боротьба, до 72 кг | Бронза |

### Виступи на інших змаганнях
| Змагання                                                       | Збірна   | Вагова категорія          | Місце  |
| -------------------------------------------------------------- | -------- | ------------------------- | ------ |
| Олімпійський кваліфікаційний турнір з боротьби 2004 (Мадрид)   | Бразилія | жіноча боротьба, до 72 кг | 12     |
| Міжнародний меморіал Дейва Шульца 2006                         | Бразилія | жіноча боротьба, до 72 кг | Бронза |
| Олімпійський кваліфікаційний турнір з боротьби 2008 (Едмонтон) | Бразилія | жіноча боротьба, до 72 кг | Срібло |
| Гран-прі Німеччини з боротьби 2011                             | Бразилія | жіноча боротьба, до 72 кг | 10     |
| Відкритий чемпіонат Польщі з боротьби 2011                     | Бразилія | жіноча боротьба, до 72 кг | 12     |

## Основні досягнення у бразильському джіу-джитсу
- Чемпіонка світу (1998, 2003, 2005).
- Національна чемпіонка Бразилії (1999: абсолютна вагова категорія).
- Чемпіонка Південної Америки з триалу ADCC (2009).
- Панамериканська чемпіонка (1999).